# Mariä Geburt (Neundorf)

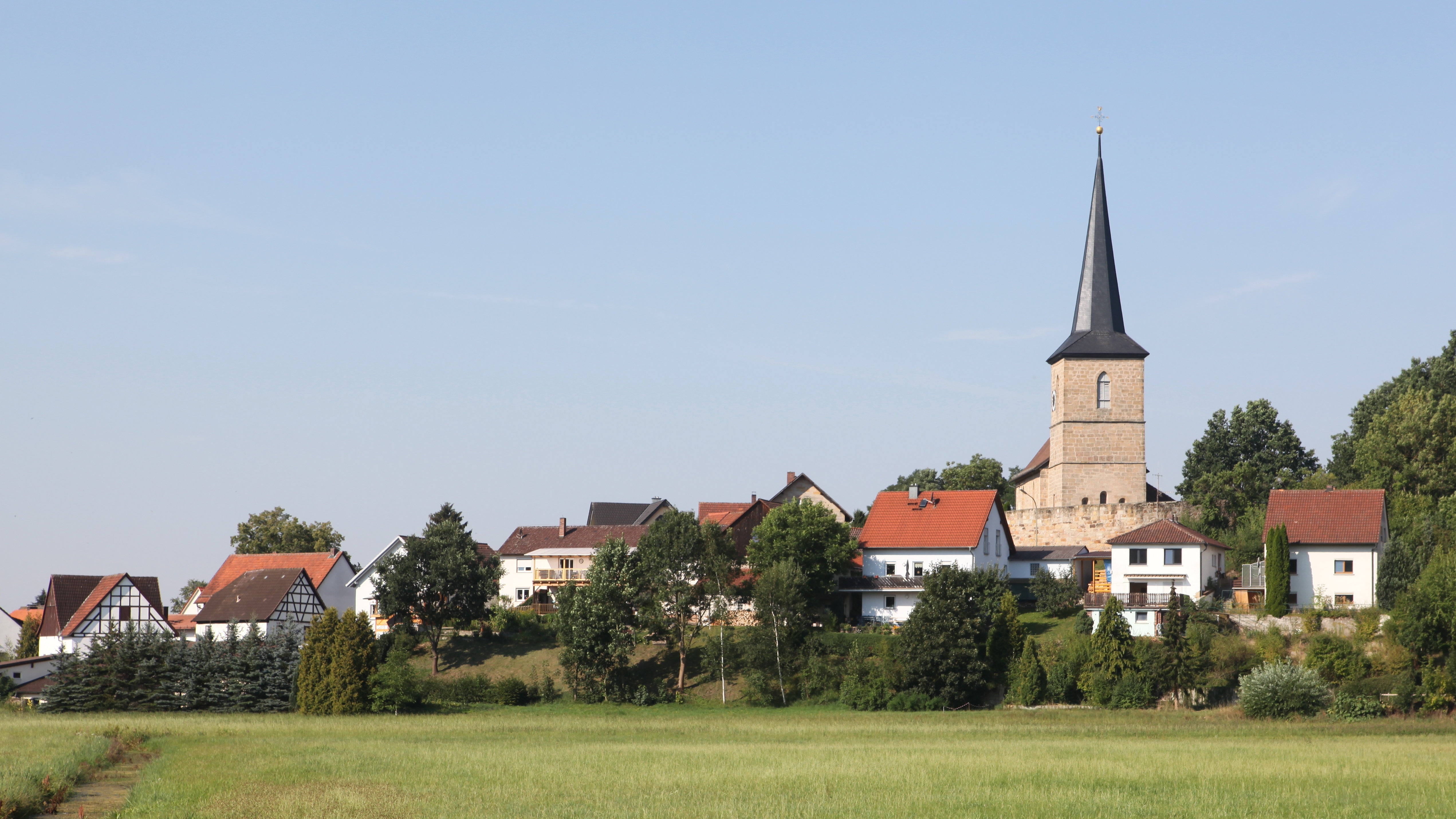
Neundorf und Pfarrkirche Mariä Geburt

Die römisch-katholische Pfarrkirche Mariä Geburt im oberfränkischen Neundorf, einem Gemeindeteil von Weitramsdorf im Landkreis Coburg, stammt im Kern aus dem 13. Jahrhundert.

## Geschichte

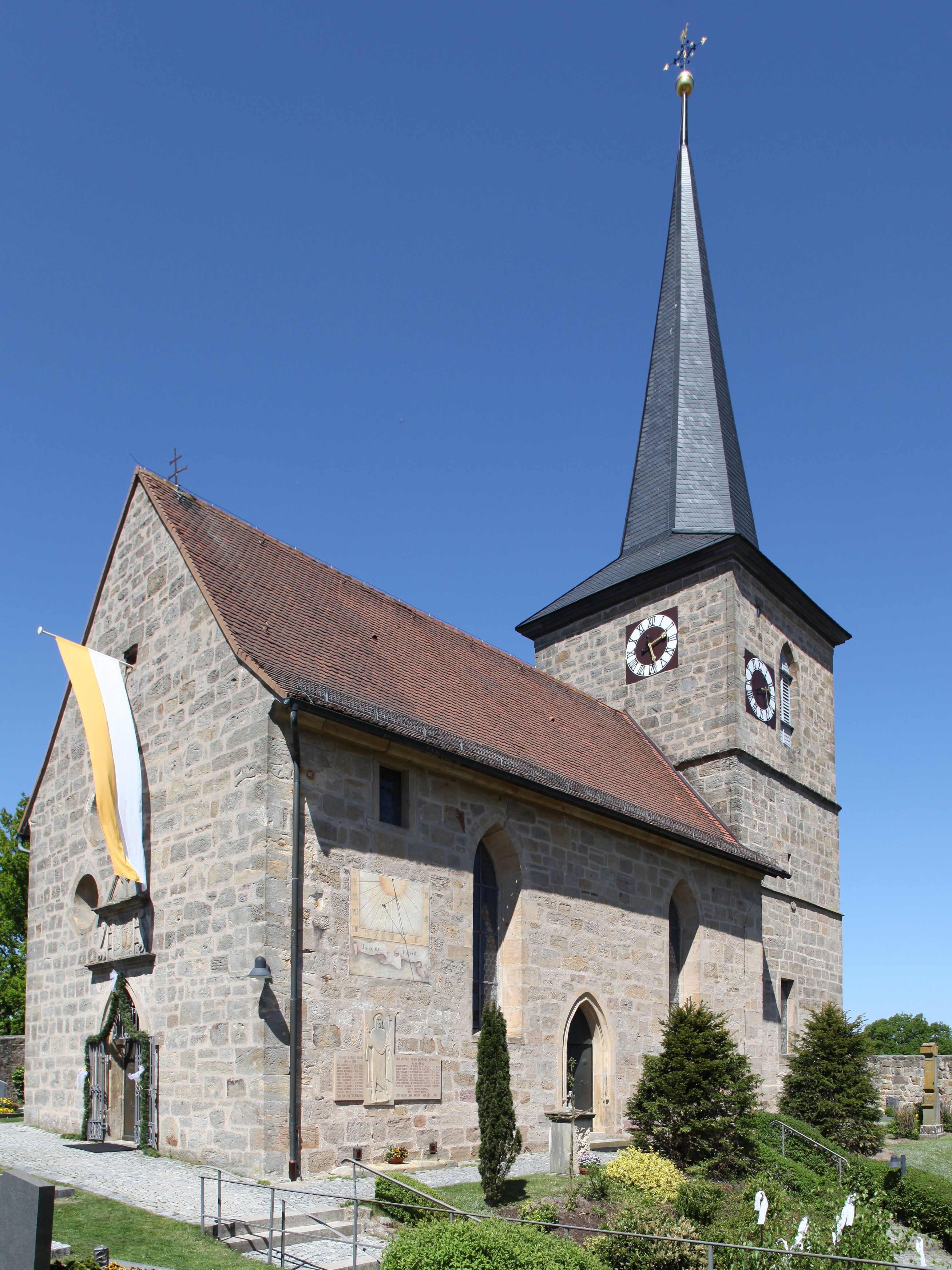
Südwest-Fassade

Die Kirche geht auf eine Wehrkirchenanlage zurück. Die ältesten Teile, das Untergeschoss des Turmes und Teile des Langhauses, das Quadermauerwerk an der Südostseite, stammen aus dem 13. Jahrhundert. Wohl in der ersten Hälfte des 14. Jahrhunderts folgte der Ausbau zur Chorturmkirche. Aus dem Zeitraum stammen die oberen Teile des Turmerdgeschosses, das Mittelgeschoss und wieder vermauerte Quader im Langhaus.
Im Jahr 1559 war die letzte Erweiterung des Kirchenschiffes mit dem Sakristeianbau und die Errichtung des obersten Turmgeschosses.
Im Jahr 1613 erfolgte mit der Einrichtung einer Pfarrei in Neundorf die Lösung vom Seßlacher Kirchensprengel. Erneuerungsarbeiten wurden 1630 und 1724 am Turmhelm durchgeführt. Nach einem Brand wurde 1783 beim Wiederaufbau im Kirchenschiff eine Flachdecke eingezogen und der Innenraum barockisiert. Seit 1665 wieder durch Seßlach betreut, wurde die Kirchengemeinde 1797 erneut als kloster-langheimische Pfarrei selbstständig. 1857 erfolgte eine Renovierung mit einer Neuverglasung der Fenster, 1954 eine Neueindeckung des Turmes und 1961/62 ein Innenrestaurierung. 1966 ließ die Gemeinde die Kirche renovieren und den Altarraum umbauen sowie neu gestalten. 2006 folgte eine Sanierung und Neuverschieferung des Kirchturmes.

## Baubeschreibung

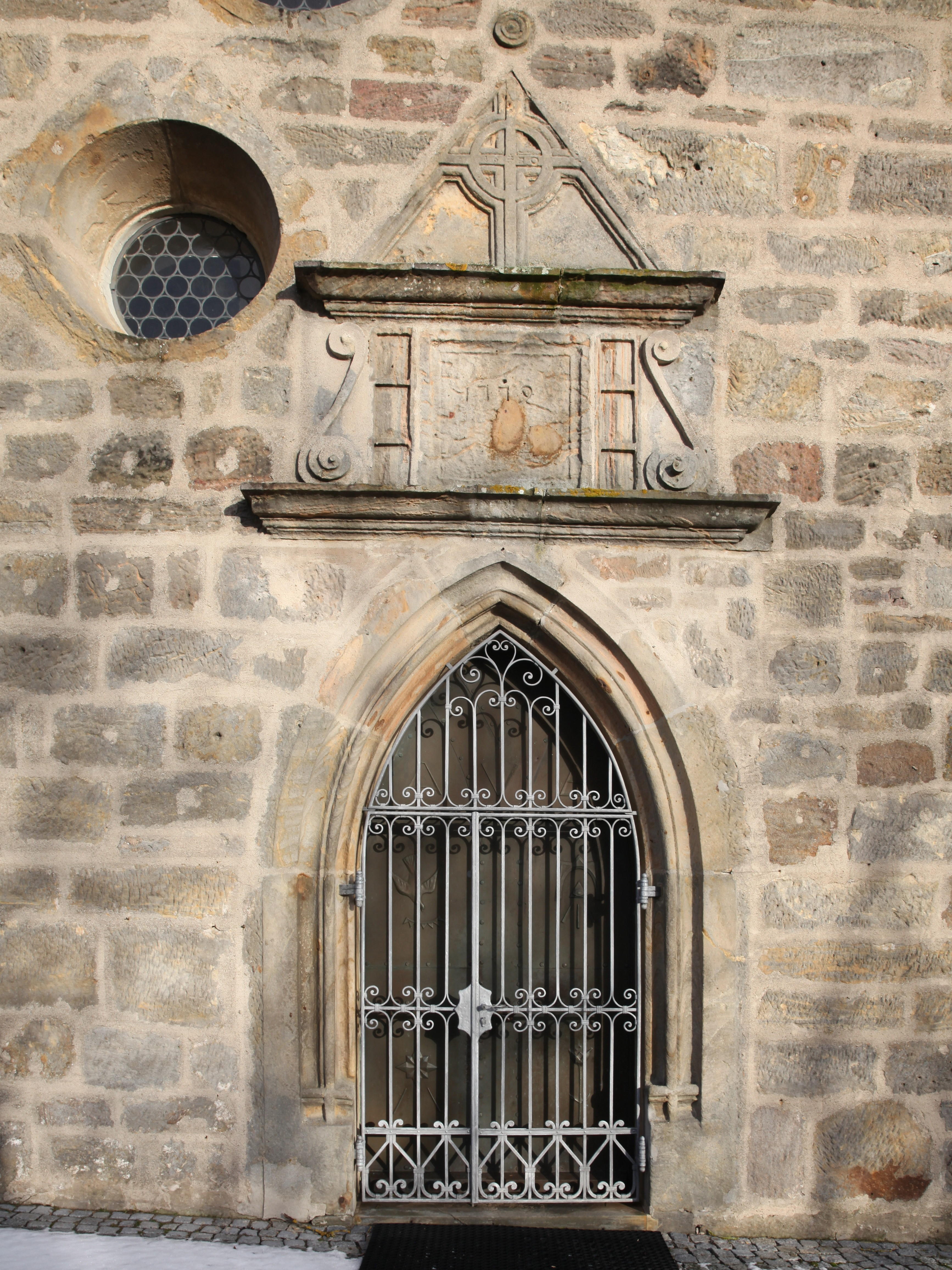
Westeingang

Die Kirche steht das Ortsbild prägend auf einem Hügel innerhalb einer spätmittelalterlichen, ovalen Ummauerung aus Brockenmauerwerk am östlichen Rand des Dorfkerns.
Der im Grundriss quadratische Chorraum mit 7,6 Meter äußerer Kantenlänge wird von einer verputzten Flachdecke überspannt und durch ein rechteckiges Fenster in der Südwand belichtet. Drei schmale, rundbogige Fensteröffnungen auf der Ostseite sind geschlossen. Die Fassade des Kirchturms besteht im unteren Teil aus einem kleinen Quadermauerwerk, das an der Ostseite in Form eines Dreieckgiebels ausgeführt ist. Es weist zusammen mit zugemauerten Rundbogenfenstern auf einen ursprünglichen romanischen turmlosen Chorraum mit einem Satteldach hin. Unter dem ersten Gesims ist auf der Südseite ein Wappenstein mit dem Schild der im 14. Jahrhundert in und um Bad Staffelstein lebenden Herren von Plapper. Darüber befindet sich ein niedriges, zweites Turmgeschoss mit Schlitzfenstern und Kehlgesims. Das dritte Geschoss besteht aus unregelmäßigem Quadermauerwerk und hat an drei Seiten spitzbogige Schallöffnungen. Den oberen Abschluss bildet ein profiliertes, hölzernes Traufgesims gefolgt von einem hohen schiefergedeckten Achteckhelm mit Knauf, Kreuz und Wetterhahn. Nördlich vom Turm steht der Sakristeianbau mit einem ziegelgedeckten Walmdach.
Ein stark einspringender Chorbogen verbindet den Altarraum mit dem Kirchenschiff. Das Langhaus mit seinem ziegelgedeckten Satteldach hat an den Längsseiten zwei Fensterachsen mit Spitzbogenfenstern. Spitzbogige Eingänge befinden sich im Westen und Süden. Der von einer verputzten Flachdecke überspannte Innenraum hat west- und nordseitig doppelgeschossige Holzemporen, die um 1783 datiert werden. Die Emporen werden von gebauchten und profilierten Vierkantsäulen getragen und haben einfach gefelderte Brüstungen. Die Fassade besteht aus unverputzten Sandsteinquadern, die meist Zangenlöcher aufweisen. An der Südostseite, im Bereich des ältesten Mauerwerks, ist ein geschlossenes Rundbogenfenster vorhanden, an der Südseite eine Sonnenuhr. Der Westgiebel ist von zwei unsymmetrisch angeordneten Rundfenstern durchbrochen. Über dem Westportal befindet sich eine doppelte Gesimsverdachung mit einem etwa quadratischen Rahmenfeld und der Jahreszahl 1779 sowie über dem oberen Gesims ein Dreiecksgiebel mit einem flachen Relief, das ein eingespanntes Kreuz mit einem Kreis und die Bezeichnung 1630 am Querbalken zeigt.

## Ausstattung

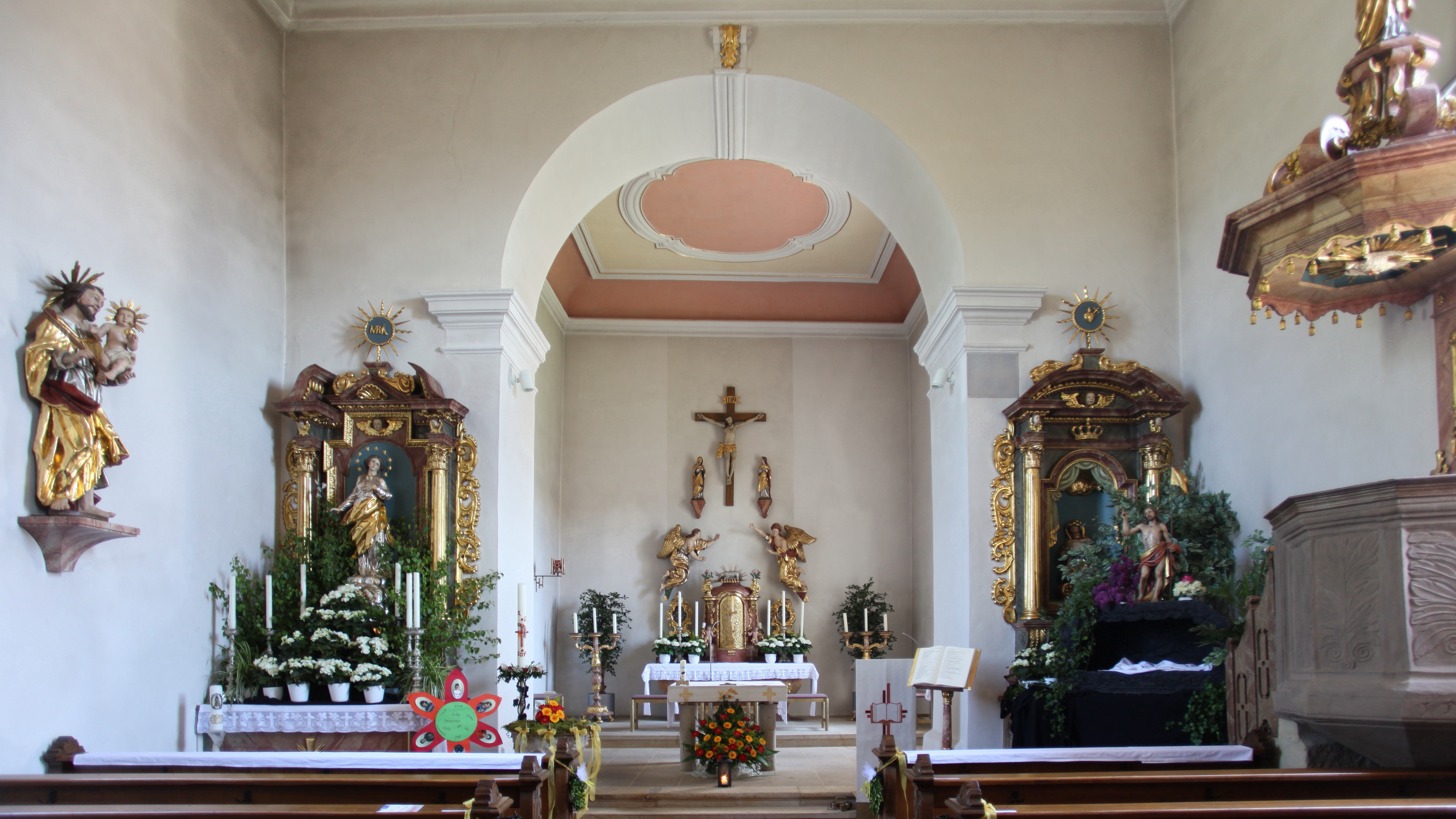
Haupt- und Seitenaltäre

Den Innenraum prägen ein Hochaltar und zwei Seitenaltäre. Der Hochaltar besteht aus einem Steinstipes auf dem ein klassizistischer Drehtabernakel mit zwei Schwebeengeln, ein Werk wohl um 1780 entstanden, steht. An der Ostwand hängt darüber ein frühklassizistisches Altarkreuz, umgeben von Statuen von Maria und Johannes sowie darunter von zwei großen Engeln. Den südlichen Seitenaltar, den Marienaltar, schmückt eine Statue mit der trauernden Maria mit dem Leichnam Jesu unter einem hölzernen Säulenbaldachin, um 1520/1530 entstanden. Auf dem nördlichen Seitenaltar, dem Kreuzaltar, befindet sich eine Statue die unbefleckte Empfängnis der Muttergottes Maria zeigend. Beide Seitenaltäre bekrönen Medaillons.
An der südlichen Außenwand befindet sich eine über der Weltkugel schwebende große Statue der zum Himmel auffahrenden Muttergottes, bekrönt durch die Strahlen aussendende Heilig-Geist-Taube. Es ist eine Arbeit des Bambergers Künstlers Michael Trautmann, die um 1785 für die Tambacher Schlosskirche entstand und früher an der Ostwand über dem Altar angeordnet war.
Die Sandsteinkanzel wird auf 1590 datiert. Auf einem kelchförmigen Fuß steht eine Säule mit einem polygonalen Querschnitt, die einen Kanzelkorb aus fünf Achteckseiten mit flachen Blätterreliefs trägt. Auf dem hölzernen Schalldeckel befindet sich eine Statue des Guten Hirten, wohl aus dem 17. Jahrhundert stammend.

## Orgel

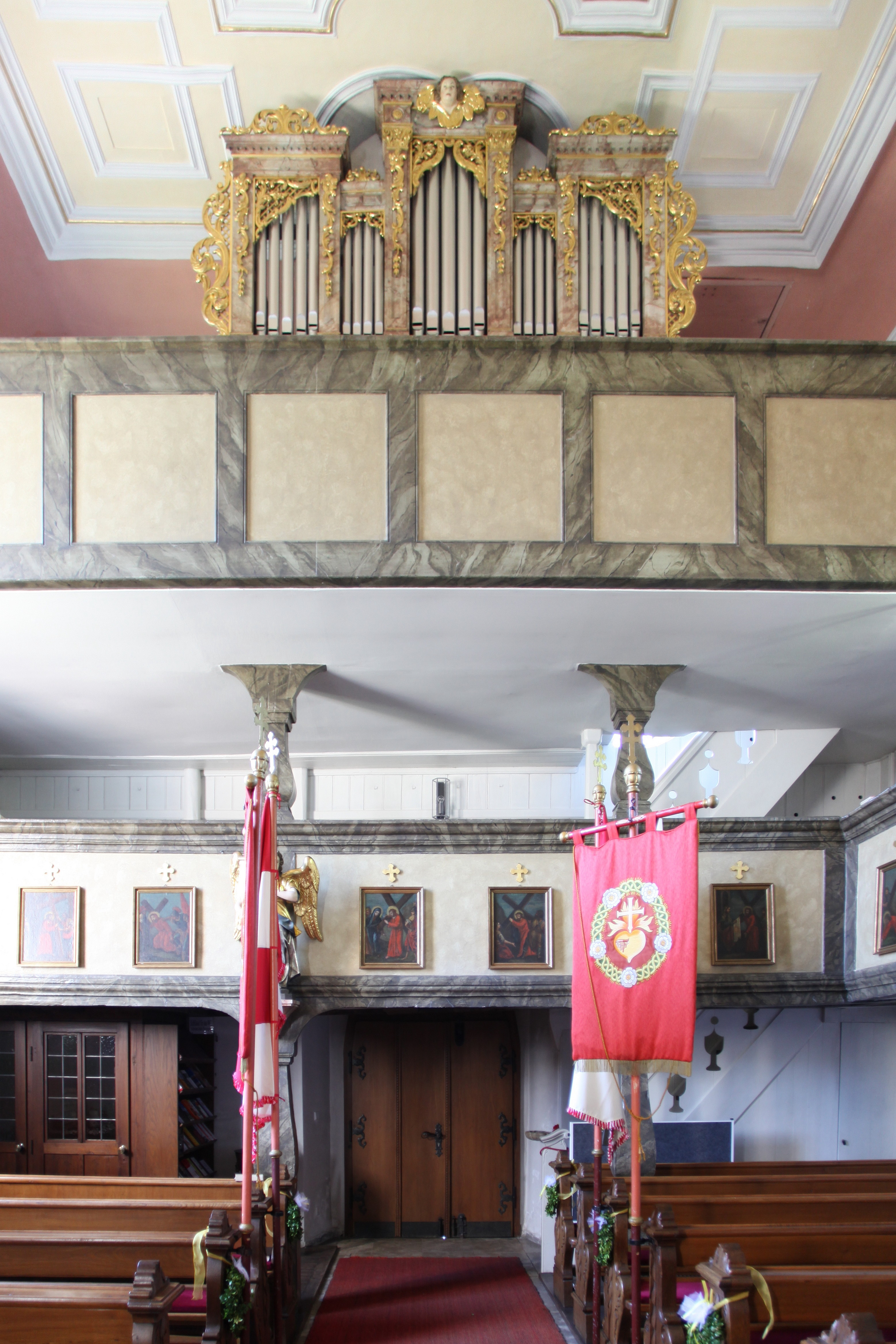
Emporen und Orgel

Die heutige Orgel stellte 1894 der Bayreuther Orgelbauer Johann Wolf auf. Sie ersetzte ein älteres Werk, das zehn Register hatte und 1857 letztmals renoviert wurde. Die Orgel hat zehn Register auf einem Manual und Pedal. Der fünfteilige Orgelprospekt besteht aus drei Rechteckfeldern, die durch schmale Zwischenfelder getrennt sind. Es ist im Stil der Neurenaissance entworfen, aber durch Neurokokoschnitzereien verziert. Im Jahr 2003 restaurierte Orgelbau Sandtner aus Dillingen an der Donau das Instrument.

## Glocken
Im Kirchturm hängen drei Bronzeglocken. Die älteste mit 250 Kilogramm Masse hat den Ton c2 und wurde 1922 von den Gebrüder Ulrich in Apolda gegossen. Sie trägt die Inschrift „Ave Maria gratia plena“ (gegrüßt seiest du Maria, voll der Gnade). Die beiden anderen Glocken wurden 1950 von Karl Hamm gegossen.